# 阿塔瓦爾帕奧林匹克體育場
阿塔瓦尔帕奥林匹克体育场是位于厄瓜多尔首都基多的一座多功能体育场。它主要用于足球比赛，该体育场可容纳35,724名观众。

## 总览

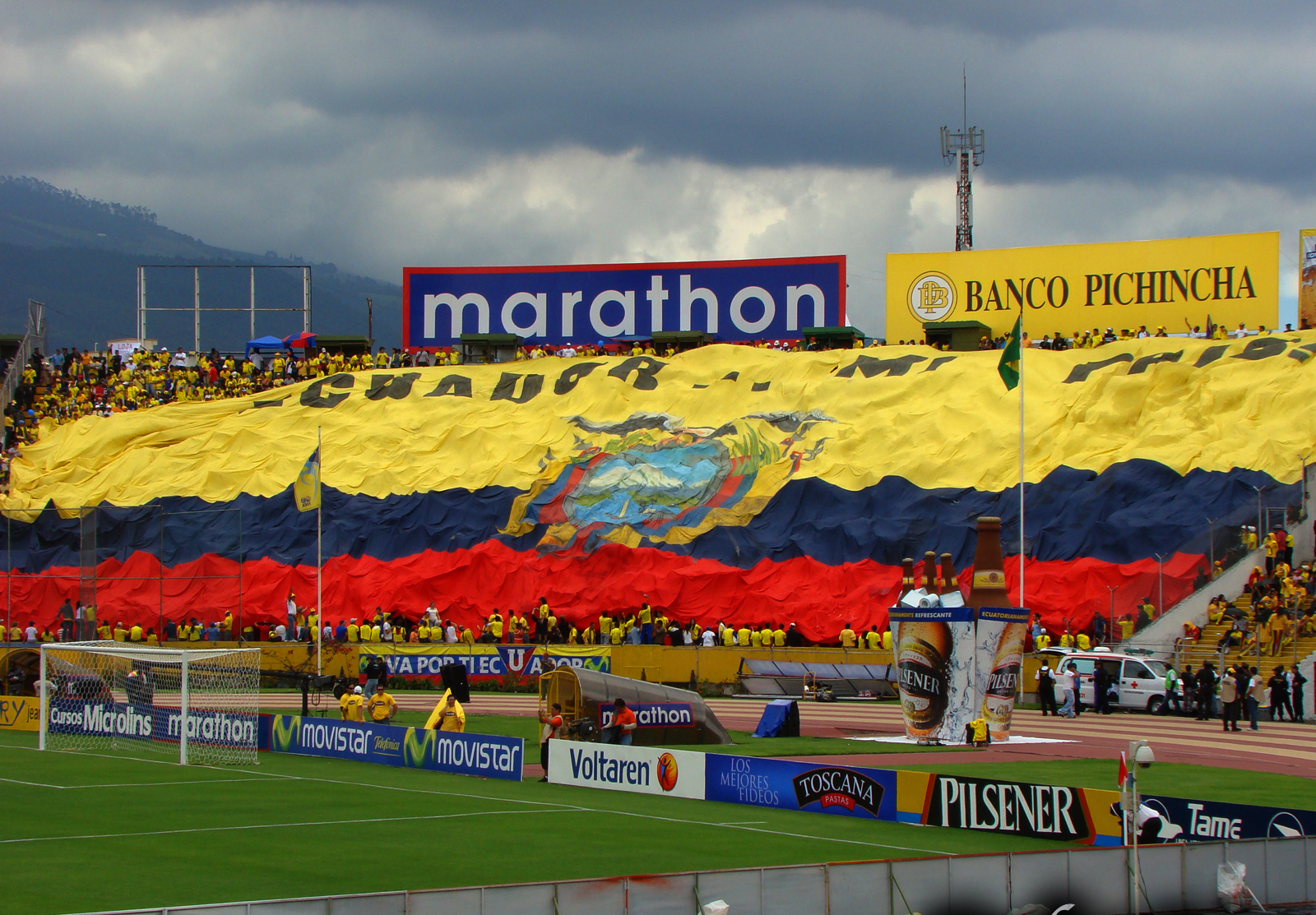
阿塔瓦爾帕奧林匹克體育場，場內圖

阿塔瓦尔帕奥林匹克体育场建于1951年。它位于12月6日大道（Avenida 6 de Diciembre）与联合国大道（Avenida Naciones Unidas）的交汇处。 基多体育俱乐部，民族俱乐部和厄瓜多尔天主教大学使用该体育场进行主场比赛，在更久之前，基多其他的知名球队也曾使用该体育场进行主场比赛。阿塔瓦尔帕奥林匹克体育场以印加帝国第十三代薩帕·印卡阿塔瓦尔帕命名。体育场位于海拔2782米（9,127英尺）处。
在这个场地上，厄瓜多尔国家足球队曾经两次击败巴西，三次击败巴拉圭及两次击败阿根廷，从而确保2002年世界杯，2006年世界杯及2014年世界杯的席位。在2006年世界杯预选赛及2014年世界杯预选赛中，厄瓜多尔在阿塔瓦尔帕奥林匹克体育场保持不败的佳绩。2018年世界杯预选赛中，巴西国家足球队以3比0击败厄瓜多尔，从而厄瓜多尔的主场不败纪录也被打破。